# Schoonspringen op de Olympische Jeugdzomerspelen 2010
Het schoonspringen wordt als discipline binnen de Olympische zwemsport beoefend tijdens de Olympische Jeugdzomerspelen 2010 in Singapore. De competitie loopt van 21 tot en met 24 augustus in het Toa Payoh Swimming Complex. Er zijn vier onderdelen: zowel bij de jongens als de meisjes de 3 meterplank en de toren (10 meter).

## Deelnemers
De deelnemers moeten in 1993 of 1994 geboren zijn. Het aantal deelnemers is door het IOC op 24 jongens en 24 meisjes gesteld, 12 op elk onderdeel. Per land mag op elk onderdeel één deelnemer meedoen, dus maximaal vier per land. Elke deelnemer moest op het kwalificatietoernooi in actie zijn gekomen.
Tijdens het mondiale kwalificatietoernooi in 2010 konden per onderdeel de 9 beste landen een startplaats verdienen. Het gastland mocht op elk onderdeel één springer inschrijven. De overige drie springers per onderdeel werden door het IOC en de Fédération Internationale de Natation aangewezen waarbij er voor werd gezorgd dat uiteindelijk elk land ten minste vier sporters kon laten deelnemen aan de Jeugdspelen.
Bovendien gold dat per land het totaal aantal sporters, bekeken over alle individuele sporten en het basketbal tijdens deze Jeugdspelen, is beperkt tot 70.

## Kalender
| Augustus       | 14 | 15 | 16 | 17 | 18 | 19 | 20 | 21 | 22 | 23 | 24 | 25 | 26 |
| -------------- | -- | -- | -- | -- | -- | -- | -- | -- | -- | -- | -- | -- | -- |
| Schoonspringen |    |    |    |    |    |    |    | 1  | 1  | 1  | 1  |    |    |

|  | Finale |

## Medailles

### Jongens
| Discipline    | Goud | Goud   | Zilver | Zilver           | Brons | Brons         |
| ------------- | ---- | ------ | ------ | ---------------- | ----- | ------------- |
| 3 meterplank  | CHN  | Qiu Bo | UKR    | Oleksandr Bondar | USA   | Michael Hixon |
| 10 metertoren | CHN  | Qiu Bo | UKR    | Oleksandr Bondar | MEX   | Ivan Garcia   |

### Meisjes
| Discipline    | Goud | Goud     | Zilver | Zilver         | Brons | Brons                |
| ------------- | ---- | -------- | ------ | -------------- | ----- | -------------------- |
| 3 meterplank  | CHN  | Liu Jiao | MAS    | Pandelela Pamg | UKR   | Viktoriya Potyekhina |
| 10 metertoren | CHN  | Liu Jiao | MAS    | Pandelela Pamg | PRK   | Sin Hi-hyang         |

### Medailleklassement
| Plaats | Land             | NOC    | Goud | Zilver | Brons | Totaal |
| ------ | ---------------- | ------ | ---- | ------ | ----- | ------ |
| 1      | China            | CHN    | 4    | 0      | 0     | 4      |
| 2      | Oekraïne         | UKR    | 0    | 2      | 1     | 3      |
| 3      | Maleisië         | MAS    | 0    | 2      | 0     | 2      |
| 4      | Mexico           | MEX    | 0    | 0      | 1     | 1      |
| 4      | Noord-Korea      | PRK    | 0    | 0      | 1     | 1      |
| 4      | Verenigde Staten | USA    | 0    | 0      | 1     | 1      |
| Totaal | Totaal           | Totaal | 4    | 4      | 4     | 12     |